# Hyphodontia mollis
Hyphodontia mollis är en svampart som beskrevs av Sheng H. Wu 1990. Hyphodontia mollis ingår i släktet Hyphodontia och familjen Schizoporaceae.   Inga underarter finns listade i Catalogue of Life.